# بوکنهایم (فرانکفورت ام ماین)
بوکنهایم (به آلمانی: Frankfurt-Bockenheim) یک منطقهٔ مسکونی در آلمان است که در فرانکفورت واقع شده‌است. بوکنهایم ۳۳٬۰۶۷ نفر جمعیت دارد.